# Agapanthia lais
Agapanthia lais är en skalbaggsart som beskrevs av Reiche och Félicien Henry Caignart de Saulcy 1858. Agapanthia lais ingår i släktet Agapanthia och familjen långhorningar.
Artens utbredningsområde är Iran. Inga underarter finns listade i Catalogue of Life.